# Tricyphona kirishimensis
Tricyphona (Tricyphona) kirishimensis là một loài ruồi trong họ Pediciidae. Chúng phân bố ở vùng sinh thái Palearctic.